# Ferrer Bassa
Jaume Ferrer Bassa (pron. catalana: /ˈʒaw.mə fəˈre ˈba.sə/; Les Gunyoles, 1285 – Barcellona, 1348) è stato un pittore e miniaturista spagnolo e catalano, appartenente alla corrente gotica, che ha lavorato intensamente per la corte di Alfonso IV d'Aragona e Pietro III di Aragona.

## Biografia
Come altri pittori della Corona d'Aragona, abbandonata l'iniziale influenza francese, Ferrer Bassa è stato influenzato dalla scuola fiorentina, in particolare da quella senese grazie ai contatti con questi movimenti durante un soggiorno in Italia. 
Insieme a suo figlio Arnau, è considerato il principale fondatore del laboratorio di pittura all'italiana di Barcellona e nella Corona d'Aragona, sotto impulso cerimonioso della corte del re d'Aragona. Gli storici del primo Novecento hanno chiamato il "Giotto catalano". Ci sono dettagli della sua biografia nelle città di Saragozza e Barcellona tra il 1324 e il 1348, quando si ritiene che morì di peste insieme suo figlio e discepolo Arnau Bassa
La sua vita personale è stata caratterizzata da uno stile libertino e amante della bella vita e da alcuni storici è considerato un "Filippo Lippi catalano". Re Giacomo II nel 1315, su richiesta della moglie, Maria di Cipro, lo perdonò per l'aggressione a tre fanciulle. È anche collegato con un cittadino, che è menzionato in un documento del 1320 in cui lo si accusa di  vari reati, un crimine che ha portato Bernat de Fonollar a ordinare la confisca dei beni e un temporaneo esilio.
Operò nella prima metà del Trecento, come attestato dai documenti ufficiali che gli attribuirono l'incarico di dipingere nel 1324 due cappelle di Sitges. Dieci anni dopo lavorò per conto di Alfonso IV, realizzando le miniature del manoscritto sugli Usi di Barcellona e Sui costumi di Catalogna, che evidenziarono una forte influenza francese e senese. Sotto il regno di Pietro IV l'attività di Bassa divenne ancora più frenetica a causa delle numerose richieste della casa reale, tra le quali emersero il Cristo e la Vergine dipinta per la cappella reale di Barcellona (1344).
La sua opera maggiore, tra quelle sopravvissute nel tempo, risulta essere la serie di dipinti a muro realizzati sulle pareti della cappella di S. Michele all'interno del monastero di Pedralbes. Il ciclo è costituito da una ventina di scene basate su due temi principali: La Passione di Cristo e i Sette dolori della Vergine che mostrano influenze giottesche reinterpretate attraverso i canoni senesi con evidenti riferimenti a Duccio e ad Ambrogio Lorenzetti.
Gli storici dell'arte non escludono che il Bassa sia venuto a contatto con la scuola di Avignone, in quel tempo rappresentata dalla figura di Simone Martini.

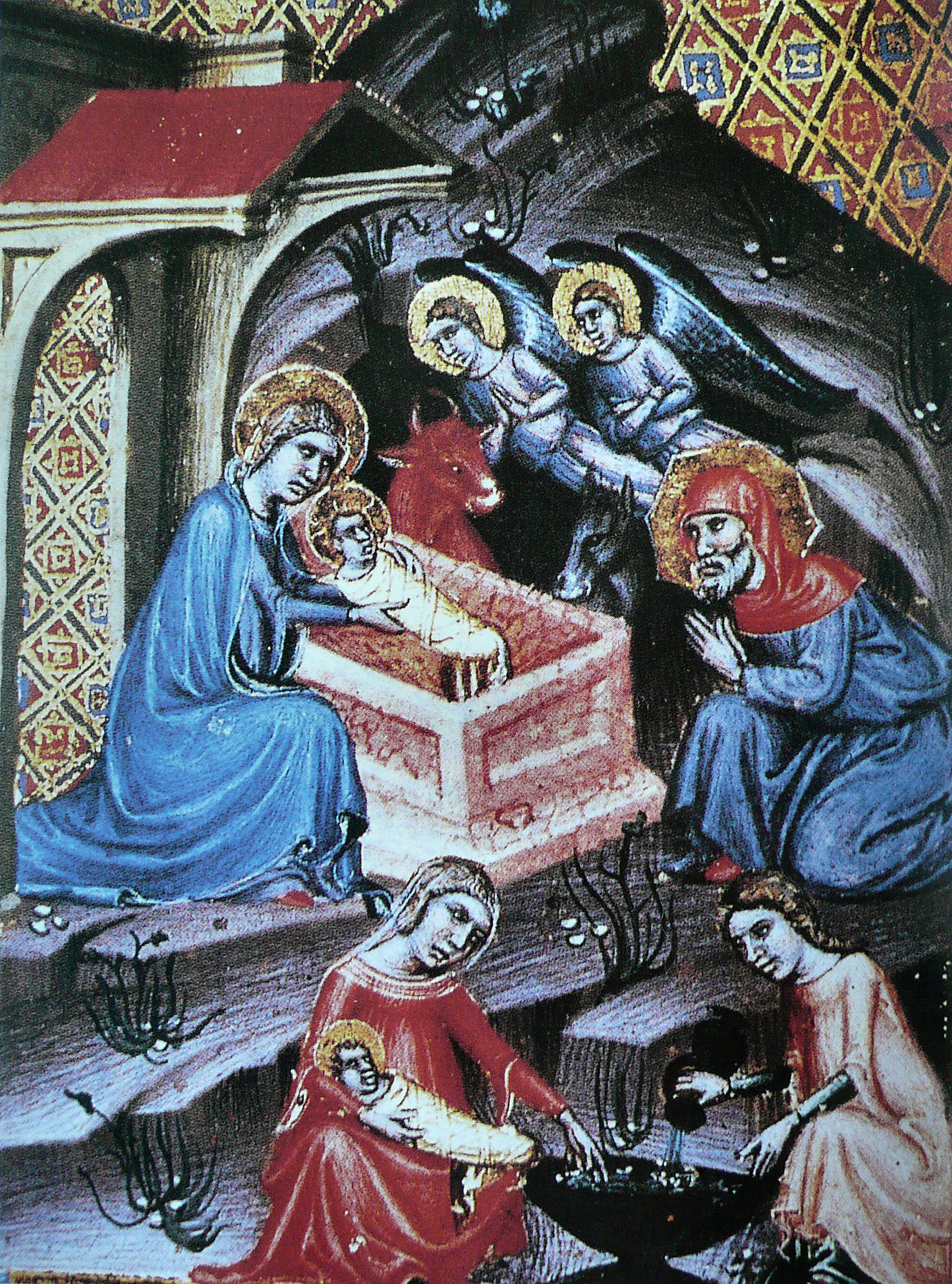
La Natività

Per affinità stilistiche gli vengono attribuite anche l'Incoronazione della Vergine conservato nella chiesa di Bellpuig e il S.Bernardo del Museo di Vich.
Nel 1348, poco prima di morire, si accingeva a terminare un S. Francesco per conto dei Frati Minori di Valencia.
Il laboratorio di Ferrer Bassa è stato molto attivo e influente nella prima metà del XIV secolo. In parte per il suo stile innovativo con l'importazione all'italiana e in parte per avere il re d'Aragona come il suo principale cliente.
Morì a Barcellona nel 1348 a causa della peste.
Il lavoro di Bassa sostanzialmente ci introduce in un mondo gotico, attraversato da spunti naturalistici non privi di una figurazione ardita e monumentale, dai quali traspare un contenuto anche emotivo.